# Wellington, New South Wales
Wellington är en ort i Australien. Den ligger i regionen Dubbo och delstaten New South Wales, i den sydöstra delen av landet, omkring 260 kilometer nordväst om delstatshuvudstaden Sydney. Antalet invånare är 5 428.
Trakten är glest befolkad. Wellington är det största samhället i trakten.